# بيجيويلد 3
بيجيويلد 3 (بالإنجليزية: Bejeweled 3)‏ ، هي لعبة إلكترونية من نوع ألغاز، أنتجت اللعبة من قبل شركة بوب كاب سنة 2010م، وتعمل لأنظمة مايكروسوفت ويندوز وبلاي ستيشن 3 وماك إو إس إكس.